# Всемирный год физики 2005
Всемирный год физики — 2005 год, названный так в честь столетия знаменитых научных открытий Альберта Эйнштейна, которые заложили основы трех фундаментальных областей физики: теории относительности, квантовой теории и Броуновского движения.

## История
Физика являлась основой для понимания физического мира и природы в целом. Применение физики — базис для значительной части современных технологий. Для того, чтобы поднять уровень осознания значимости физики и одновременно с этим отпраздновать основные успехи, достигнутые в этой области, Международный союз теоретической и прикладной физики решил, что 2005 год будет отмечаться как Всемирный год физики.

### Annus Mirabilis — Год чудес
2005 год прежде всего знаменателен изменениями, которые произошли в философии физики за последние сто лет. Эти изменения начались в 1905 году с публикацией четырех документов Эйнштейна, который объяснил в них Броуновское движение, представил специальную теорию относительности (СТО), описал, как фотоэффект можно объяснить с помощью квантования света, что положило начало квантовой механики, и разработал E=mc². Эти документы обычно называют Annus Mirabilis Paper или судьбоносные документы, так как позже они определили 1905 год как год чуда для физики.
Большинство физиков согласны в том, что первые три документа заслужили Нобелевскую премию, однако только документ о фотоэффекте получил её. То, что делает эти документы выдающимися — это тот факт, что Эйнштейн смело взял идею из теоретической физики с её логическими следствиями и сумел объяснить экспериментальные результаты, которые до этого ставили ученых в тупик в течение многих десятилетий.

#### Фотоэффект
В первом документе была выдвинута идея «квантов энергии» и показано, как они могут быть использованы для объяснения такого феномена, как фотоэлектрический эффект. Идея квантов энергии была впервые высказана Максом Планком, который сделал вывод о законе излучения абсолютно черного тела, предполагая, что световая энергия только может быть поглощена или выработана в дискретных количествах, называемых квантами. Эйнштейн показал, что, если предположить, что свет на самом деле состоит из дискретных пакетов, он может объяснить загадочный фотоэлектрический эффект.
Идея квантов света противоречит волновой теории света, которая естественно следует из уравнений Джеймса Клерка Максвелла для электромагнитного поля, и предположению о бесконечной делимости энергии в физических системах. Даже после экспериментов, которые показали, что уравнения Эйнштейна для фотоэффекта были верны, все же его объяснение не было общепринятым. Тем не менее, к 1921 году, когда Эйнштейн был удостоен Нобелевской премии за его работу над фотоэффектом, большинство физиков стали считать кванты света возможными. Полная картина фотоэффекта была получена только после достижения полного развития квантовой механики.

#### Броуновское движение
Его вторая статья в том же году описывала стохастическую модель Броуновского движения. Броуновское движение формирует представление о среднеквадратичном смещении частиц. Используя на тот момент спорную кинетическую теорию жидкостей, Эйнштейн установил, что явление, которое десятилетиями нуждалось в приемлемом объяснении с тех пор, как впервые было обнаружено, обеспечивало доказательство реальности атомов. Оно также устанавливало доверие к статистической механике, которая была спорной в то время.
До появления этого документа атомы были признаны в качестве полезной концепции, но физики и химики вели споры о том, были ли атомы реальной сущностью. Благодаря статистической дискуссии Эйнштейна о поведении атомов, экспериментаторы выявили способы подсчета атомов с помощью обычного микроскопа. Вильгельм Оствальд, один из лидеров анти-атомной школы, позже сказал Арнольду Зоммерфельду, что он стал новообращенным в веру в атомы благодаря полному объяснению Эйнштейном броуновского движения.

#### Специальная теория относительности
Третья работа Эйнштейна того же года была достаточно автономной, в которой едва ли можно было найти ссылки на другие его труды, которые могли бы привести к её развитию. В этом документе была выдвинута теория времени, расстояния, массы и энергии, которая согласовалась с электромагнетизмом, но в которой была опущена сила тяжести.
Теория относительности позволяет избежать проблемы в науке, которая выявилась после неудачного эксперимента Майкельсона-Морли, когда не удалось измерить разность скоростей между перпендикулярными световыми пучками, с помощью постулата о том, что скорость света не относительна к некоторой среде и одинакова для всех наблюдателей вне зависимости от их относительных скоростей. В этом состоит отличие от всех других известных волн, которые требуют среду (например, воздух или воду) для распространения.
Объяснение Эйнштейна вытекает из двух постулатов. Первый постулат — идея Галилео о том, что физические законы одинаковы для всех наблюдателей, который движутся с постоянной скоростью относительно друг друга. Второй постулат: скорость света является одинаковой для каждого наблюдателя.
Специальная теория относительности имеет поразительные последствия потому, что её положения об абсолютности скорости света не совместимы с концепцией абсолютного пространства и времени. В теории содержатся парадоксы, и казалось, в ней мало смысла, что привело к насмешкам над самим Эйнштейном, но все же ему в конце концов удалось выработать явные противоречия и решить эту проблему.

### Последствия
Специальная теория относительности Эйнштейна привела к появлению нового раздела физики, который отступил от классической механики, что произошла с в свою очередь из Ньютоновских вычислений. Хотя его работа 1905 года по фотоэффекту помогла стимулировать развитие квантовой механики, сам Эйнштейн полагал, что квантовая теория, которая ввела понятие неопределенности в законы физического мира, неполная. Его детерминированная точка зрения проиллюстрирована в следующей известной цитате: «Я убежден, что Он [Бог] не играет в кости». Эйнштейн рассматривал квантовую механику просто как средство для создания единой теории поля, которая бы объединила разрозненные теории квантовой теории поля, общей теории относительности и электромагнетизма. Тем не менее, он никогда не отрицал, что квантовая механика была очень успешна в объяснении и прогнозировании физических явлений.
Стремление к единой теории поля продолжается в работах по квантовой механике, теории струн и сверхпроводимости. 2005 год признает фундаментальный сдвиг в натурфилософии: от неопределенности и относительности Эйнштейна в работах 1905 года до теории Абсолюта.

## Отдельные праздники
- В Соединенный Штатах, университете штата Мэриленд, организовывается ряд мероприятий в сотрудничестве со Смитсоновским институтом и Центром космических полетов Годдарда НАСА, в том числе различные лекции и резидентские программы.
- В Берлине шестнадцать крупных красных букв Е были возведены вдоль участка знаменитого бульвара Унтер ден Линден, названный «Миля Эйнштейна». «Е», которые располагались там с апреля по сентябрь 2005 года демонстрировали информацию о теориях и жизни Альберта Эйнштейна.
- В Египте Александрийская библиотека организовала Эйнштейновский симпозиум.
- В Сан-Марино была выпущена памятная монета номиналом €2.
- The Kirwitzer Day 2005 (праздник в честь чешского астронома 17 века) в Чехии был посвящён теориям Эйнштейна.
- Институт теоретической физики, Ватерлоо, Онтарио, Канада, провел фестиваль Эйнштейна с 30 сентября по 23 октября.
- 1 декабря 2005 года была организована веб-трансляция Einstein World Wide Европейской организацией по ядерным исследованиям.